# Vrt spominov in tovarištva na Petanjcih
Vrt spominov in tovarištva na Petanjcih je park in zaščiten kulturni spomenik v Petanjcih v Prekmurju. Vrt je začel nastajati po 2. svetovni vojni. Simbolne in dejanske korenine vrta predstavljata vrbi žalujki, ki ju je zasadila mati Vaneka Šiftarja, prekmurskega intelektualca in zaslužnega profesorja Univerze v Mariboru, v spomin na sinova, ki se nista vrnila iz vojne.
Vrt ima bogato botanično zbirko več kot 450 različnih drevnin in grmovnic, samoniklih in darovanih rastlin iz različnih koncev sveta,  posajenih v spomin na trpljenje ljudi med 2. svetovno vojno. Na to poslanstvo Vrta opozarjata tudi moto: ‘Vsem mrtvim borcem proti fašizmu in nacizmu v večni spomin, živim pa v stalni opomin’ ter himna vrta ‘Bosa pojdiva, dekle, obsorej’, pesem Karla Destovnika Kajuha.
Vrt sodi v zavarovano vrtno-arhitekturno dediščino in je vključen v Mrežo botaničnih vrtov in arboretumov Slovenije. Z vrtom upravlja Ustanova dr. Šiftarjeva fundacija. Tu ima sedež tudi Raziskovalna postaja Prekmurje Znanstveno raziskovalnega centra Slovenske akademije znanosti in umetnosti (ZRC SAZU).

## Nastanek in razvoj vrta
Vrt spominov in tovarištva je začel nastajati po drugi svetovni vojni na posestvu družine Šiftar v Petanjcih. Simbolno in stvarno je povezan z bogato zgodovino območja, kulturno in naravno dediščino Petanjcev in drugih krajev ob Muri. Petanjci so ena najstarejših vasi v tem okolju. Poznamo jih predvsem po Petanjskem vrelcu, enem od izvirov mineralne vode Radenska. Vas, ki leži ob obmejnem pasu med nekdanjo Avstro-Ogrsko in kasneje Avstrijo ter današnjo Slovenijo, je bila k matični Sloveniji priključena po sklepu pariške mirovne konference  leta 1919. V tem obmejnem prostoru se je skozi stoletja zvrstilo veliko spopadov in vojn. V spominu najbolj ostaja zadnja - druga svetovna vojna, kjer se bil boj med partizanskimi enotami in Rdečo armado, ki je imela štab na Šiftarjevi domačiji ter umikajočimi se nemškimi enotami, ki so bežale prek Mure.
Šiftarjevi – oče Jožef, mati Apolonija in njuni trije sinovi, Franci, Jožef in Vanek, so bili napredna kmečka družina. Ko se je oče Jožef po prvi svetovni vojni srečno vrnil iz soške fronte, je v zahvalo skupaj s preživelim soborcem in sosedom na robu posestva postavil kapelico v gotskem slogu. Kapelica, ki stoji ob regionalni cesti Radgona – Murska Sobota, je bila sprva posvečena spominu na padle vaščane v prvi vojni. Po drugi vojni pa je dobila še eno spominsko obeležje, posvečeno vsem, ki so padli v obeh vojnah, izgubili življenje v taboriščih, v ujetništvu, v zaporih.
Šiftarjeva domačija je bila že v 30. letih 20. stoletja shajališče napredne prekmurske mladine. Tu je delovalo uredništvo Mladega Prekmurca, literarno-kulturnega glasila prekmurskih študentov. V njem so svoja dela objavljali Ferdo Godina, Karel Destovnik-Kajuh, Anton Ingolič, Miško Kranjec, Anton Vratuša, Oton Zupančič. Glasilo je ob začetku vojne prenehalo izhajati, a domačija je ostala oporišče aktivistov Osvobodilne fronte ter postojanka za skrivne prehode prek Mure. Madžarski okupatorji so s prekmurskimi aktivisti hitro in brutalno obračunali. Nekatere so ubili, druge zaprli ali odgnali v koncentracijska taborišča; za vojno sposobne moške so pognali na fronto ali na prisilno delo. Šiftarjevi sinovi so bili med njimi. Francija so ustrelili na Poljskem, Jožefu je prebegnil na stran Rdeče armade, kjer je padel. Le Vaneku se je uspelo po vojni vrniti domov.
Mati Apolonija je v spomin na padla sinova ob vhodu v vrt posadila vrbi žalujki, ki predstavljata hkrati tudi njun simbolni grob, saj za pravega nihče ne ve. Vrbi žalujki sta postali temelj bodočega memorialnega vrta, v katerem je Vanek Šiftar, ki je prevzel plemenito poslanstvo ohranjanja spomina in opomina na vojne grozote od svojih staršev, zasajal drevesa in druge rastline po svojem izboru, še bolj pa po izboru številnih darovalcev iz vsega sveta.
Drevesa so prihajala iz krajev, kjer so potekali najhujši boji na Balkanu in v Vzhodni Evropi (pri Treh žebljih na Pohorju, Jasenovac, Rašica, Sutjeska, Kozara, Drvar, Kočevski Rog, Jelenov breg), iz nacističnih taborišč (Dachau, Belsen-Belsen, Mathausen, Ravensbrück, Oswiecim-Auschwitz, Gonars, Vac, Rab), okupatorjevih zaporov v Sloveniji in v Srednji Evropi (Gramozna jama, Maribor, Stranice pri Celju, Jajince pri Beogradu, zapori v Begunjah). Zbirko spominskih dreves so sčasoma dopolnjevali še z drugimi pomniki zgodovinskih prelomnic,  z umetniškimi skulpturami in spominski predmeti, povezanimi z grozotami vojn (ožgana opeka iz Hirošime, okrvavljena zemlja iz Mamaja pri Volgogradu, osmojen kapnik iz Postonjske jame).

## Botanična zbirka
Po mnenju Aleksandra Šiftarja,  nekdanjega dolgoletnega strokovnega gospodarja te botanične zbirke, je velik del drevnin ‘zanimiv iz denrološkega vidika, sam Vrt pa sodi ‘med najbogatejše rastlinske nasade glede na število in kakovost drevnine pri nas, pa tudi v sosednjih državah’. Vrt se razprtostira na 1,5 ha sonaravno urejenega dvoriščnega dela posestva družine Šiftar. V popisu drevnin najdemo prek 450 različnih drevnin, grmovnic, vzpenjalk, trajnic, od katerih je prek 200 različnih vrst in sort drevnine. V zbirki je več kot 100 listavcev z nad 50 sortami in skoraj 30 vrst iglavcev s 10 sortami. Poleg zasajenih dreves najdemo tudi nekatere samonikle rastline, ki so značilne za obmurski pas ter sadno drevje, ki je raslo v sadovnjaku nekdanje kmetije.
Zasaditev je nastajala spontano, brez posebne zasnove, a je ščasoma dobila nekaj prepoznavnih potez.  Vrt je podolgovate oblike in leži v smeri sever – jug. Severni senčni del zasedajo velika spominska drevesa z gostejšo podrastjo, južni del je bolj odprt, svetel z mnogimi jasami s skupinami spominskih ter drugih dreves in grmovnic.
Med drevesi so najpomembnejša drevesa spomina; vsako od njih ima posebno zgodbo, povezano s spominom na grozote vojn. To so živi pomniki, ki vrtu dajejo poseben spominski in simbolen pomen. Prav v tem se ta zbirka temeljno razlikuje od drugih podobnih vrtov in botaničnih zbirk.
Med spominskimi drevninami so vredne naše pozornosti predvsem: 
- vrtnica Mir (Rosea »Peace«) je potomka vrtnic, ki so jih podarili delegatom na ustanovni konferenci OZN 24. oktobra 1945;
- bršljan (Hedera hibernica) prihaja z vrta ob vhodu v palačo OZN v New Yorku in je darilo nekdanjega generalnega sekratarja OZN U Tanta;
- črna jelša (Alnus nigra) je prinešena z ozemlja koncentracijskega taborišča Mauthausen ter podarjena v spomin na rešitev pisatelja Prežihovega Voranca;
- omorika (Picea omorika) je darilo predsednika SFRJ Josipa Broza Tita;
- mali jesen (Fraxinus ornus) je izpred Titove pečine v Drvarju, na katero so Nemci izvedli desant 25. maja 1944;
- kavkaška jelka (Abies nordmanianna) je iz koncentracijskega taborišča Dachau;
- tatarski svib (Cornus alba) izpred partizanske bolnišnice Franja;
- smreka (Picea abies) je bila posajena v spomin na Karla Destovnika Kajuha;
- macesen trpljenja (Larix decidua) izpred zaporov v Begunjah;
- velikolistna lipa (Tilia plattyphyllos) iz Dachaua;
- amorfa (Amorpha fruticosa) prihaja iz Gramozne jame;
- ameriški jesen, (Fraxinus americana) iz koncentracijskega taborišča Jasenovac;
- ruševje (Pinus mungo) izvira iz Treh žebljev na Osankarici in je bilo posajeno v spomin na zadnji boj Pohorskega bataljona.
- malolistna lipa (Tilia cordata) prinešena iz Gosposvetskega polja je darilo Društva slovenskih pravnikov;
- japonski dren (Cornus cousa) in jablana (Malus domestica) sta bili posajeni v spomin na protestantskega in katoliškega duhovnika Štefana in Miloša Küzmiča, ki sta se zavzemala za ohranjanje prekmurskega jezika.

Spominska drevesa sta posadila tudi nekdanja predsednika Republike Slovenije - Milan Kučan je posadil ginko (Ginko biloba) in češnjo (Prunus avium), Danilo Türk pa lipovko (Syringa vulgaris) v spomin na Pohorski bataljon.
Popis drevnin (2010) kaže, da v vrtu najdemo tudi druge, nič manj zanimive sorte in vrste dreves in rastlinskih skupin. Med iglavci so najštevičnejše različne smreke (rod Picea) in omorika (Picea omorika), bujno rastoče so jelke (rod Abies), brini (Juniperus), kanadska čuga (Tsuga canadensis), močvirska cipresa (Taxodium distichum), japonska kriptomerija (Chryptomeia japonica), bori (Pinus), douglazija (Pseudodotsuga menziesii), kalifornijska toreja (Torreya californica).
Številni listavci, med njimi zanimive sorte bukev (Fagus Sylvatica), javorji (rod Acer), magnolije (Magnolia), različne češnje (Prunus), slive, ginko (Ginkgo biloba), tulipanovec (Lyriodendron tulipifera) pridejo do izraza posebno jeseni, ko listje orumeni.
Med eksotičnimi drevesi in grmovnicami so: nepravi kitajski rumeni les s sploščenimi bodicami (Zanhoxylum simulans), nepozebnikovec (Hamamelis x intermedia), halezija (Halesia carolina), sladkorni javor (Acer sacccharum), rogovilar (Gymnoclaus dioicus), ambrovec (Liquidambar styraciflua), ameriški dišečnik (Calycanthus floridus), trnati limonovec (Poncirus trifoliata), nacepljenolistna karagana (Caragana arborescens) in drugi.
Razpršeno po vrtu so ostala ohranjena tudi stara sadna drevesa iz nekdanjevega Šiftarjevega sadovnjaka, nekatera od njih posajena po prvi svetovni vojni: jablana »velika pogačarka« in dve hruški »zelena poletna magdalenka«, »vinska moštnica«. Domača prekmurska sorta hruške »Lapršnja« je najstarejše rastoče drevo v Vrtu.

## Zbirka spominskih skulptur in drugih predmetov
Med drevesi in grmovnicami v vrtu najdemo tudi spominske plošče in umetniške skulpture, izdelane iz lesa, kamna ali zvarjene iz starega železja in orožja. Nekatere skulpture opozarjajo na strahote vojn, nesmisel nasilja in trpljenja borcev in civilnega prebivalstva. Druge govorijo o boju za novo življenje, o graditvi mirnega sožitja med ljudmi in narodi.
Že na vhodu v vrt obiskovalca pozdravi pesem Toneta Pavčka, posvečena vrtu. Nasproti vhoda v vrt, na temeljih stare Šiftarjev domačije, so postavljene tri spominske plošče: prva je posvečena delu uredništva revije Mladi Prekmurec (1939-1941), druga je posvečena spominu dveh bratov – sinov Apolonije Šiftar, tretja je postavljena v spomin na bivanje astronoma in matematika Johannesa Keplerja, ki se je septembra 1598 zatekel v Petanjce, ko so ga s somišljeniki pregnali iz graške univerze. Plošča je postavljena tudi v spomin na prvi mednarodni simpozij (1999) Ustanove Dr. Šiftarjeva fundacija, ki je bil posvečen zgodovini protestantizma v Prekmurju.
O strahotah vojne, nasilja in množičnem trpljenju pričajo tri skulpture Milana Kristana (ženska, katere lik izraža grozo; figure štirih obešencev, ki z dvignjenimi rokami kličejo k uporu; skulptura lista, ki simbolizira novo življenje). O množičnih pobojih civilnega prebivalstva in streljanju talcev pripoveduje krog treh skulptur nekdanjega rudarja Miloša Vlastiča (Človek in vzhajajoče sonce, Pred streljanjem, Po streljanju), s katerimi je upodobil lastno usodo izgnanca in obsojenca na smrt. O boju za novo življenje, o graditvi mirnega sožitja med ljudmi in narodi govori skulptura Antona Kranjca v obliki bakle, ki naznanja »Bohor je vstal, Bohor žari«. Druga, poimenovana ‘Skozi trpljenje v lepše življenje’, ponazarja pretvarjanje orožja in vsega, kar služi ubijanju, v orodje, ki naj služi človeku za sožitje z naravo. Tretja skulptura ponazarja kmeta partizana, ki se po vojni vrne k svojemu plugu: »Tujca pregnali, novo brazdom zorali«.
Skulptura ‘Prekmurski totem’ akademskega slikarja in kiparja Štefana Hauka, rojenega blizu vrta, v obliki cveta simbolizira neusahljivi vir življenja in ustvarjanosti; posvečena je ustanovitelju Vrta in večplastno izraža vrednote in sporočila Vrta.
Pretresljivo zgodovinsko izpoved ponazarjajo tudi spominski predmeti, ki prihajajo iz krajev tragičnega spomina: žlindra iz fašističnega krematorija v taborišču Crveni krst pri Nišu; krvava zemlja iz Mamaje pri Volgogradu; osmojeni kapnik iz Postojnske jame; kamen s krvave poti padlih jetnikov iz bližine mesta Bod na Norveškem pri gradnji cest za okupatorja; del oltarja razrušene cerkve v vasi Oradour sur Glane kjer so Hitlerjeve enote junija 1944 pobile 634 prebivalcev in vas uničile; ožgana opeka iz Hirošime.
Obiskovalec lahko spontano raziskuje vrt ali uporabi vodnik.

## Vzdrževanje vrta
Vrt je nastal in se razvijal sprva na zasebno pobudo. Več desetletno zbiranje in vzdrževanje vsega naravnega in kulturnega bogastva je zahtevalo poseben napor, vztrajnost in voljo njegovega ustanovitelja, ki se je mnogo let zaman prizadeval, da bi vrt dobil za družbeno priznanje. Šele leta 1968 je takratna občina Murska Sobota sprejela odlok o zavarovanju vrta ter ga razglasila za spominski park, a je stroške varovanja in vzdrževanja parka pa vseeno pustila v pristojnosti lastnika. S spremembami v lokalni samoupravi so Petanjci pripadli Občini Tišina, ki je vrt sredi 90. let s posebnim odlokom razglasila za kulturni spomenik (Ur. List RS, št.119/2005). Odnos do vrta se je spremenil, občinske službe so pomagale pri vzdrževanju vrta, a bodočnost vrta je bila še vedno negotova. Leta 1996 je nastala Ustanova Dr. Šiftarjeva fundacija, v katere pristojnost je prešel tudi vrt.
Botanična zbirka je bila dolgo let v rokah Aleksandra Šiftarja; v zadnjih letih pa zanjo skrbita Tanja Simonič Korošec, specialistka za krajinsko arhitekturo in arboristka Tanja Grmovšek ter drugi. Vrt urejajo po načelih sonaravnanega urejanja vrtov in parkov. To pomeni, da ga ne gnojijo, dopuščajo naravno rast, kosijo šele po odcvetu oz. nastanku semen.  Nekatere od prvotnih drevnin so že propadle, zato drevnine obnavljajo, hkrati pa se zasajajo nove, podarjene drevnine in druge rastline.
Vrt je sprva nastal spontano in je zasajanje potekalo ljubiteljsko, brez jasnih usmeritev glede prostorskih, časovnih, rastnih in razvojnih značilnosti drevnin, rastišč in spreminjanja rastnih pogojev. Krajinski strokovnjaki so leta 2013 pripravili dolgoročni načrt razvoja in vzdrževanja Vrta spominov in tovarištva, katerega primarni cilj je, da se ‘Vrt razvija kot »botanično in doživljajsko bogata struktura, kot bogata, doma in v tujini prepoznavna zbirka drevnin s posebej poudarjenim simbolnim pomenom.« Dvojni značaj vrta - kot specifična spominska krajina in hkrati kot bogata zbirka drevnine oziroma specifičen kulturni spomenik, ostaja temeljno razvojno in varovalno izhodišče tudi za naprej.
Vrt v Petanjcih je leta 2004 postal del neformalne Mreže botaničnih vrtov in arboretumov v Sloveniji, ki jo poleg Botaničnih vrtov Univerze v Ljubljani in Mariboru sestavljajo še Alpski botanični vrt Julijana v Trenti, Arboretum Volčji Potok, Mozirski gaj, Botanični park v Sežani in Vrt zdravilnih in aromatičnih rastlin v Žalcu in Botanični vrt Tal 2000. Prek te nacionalne mreže se petanjski vrt vključuje v Evropski konzorcij botaničnih vrtov EU, kjer poteka usklajevanje promocije botaničnih vrtov, skrb za udejanjanje različnih mednarodnih konvencij in načel, ki se nanašajo na rastline, izmenjava zkušenj v raziskovalno-izobraževalnem delu, izmenjava rastlin in semen.

## Dogajanje v Vrtu
Vrt želi biti ‘odprt in prostor s prepoznavnim življenjem in integralni del lokalnega življenja in širšega, tudi čezmejnega sodelovanja1’, zato namenja Ustanova Dr. Šiftarjeva fundacija posebno pozornost dejavnostim, ki ohranjajo vrt kot prostor spominjanja, pa tudi kot živahno doživljajsko okolje za različne obiskovalce, ki se letno srečujejo na prireditvah, svečanostih, delavnicah, posvetih, ki so izobraževalne, turistične, ekološke, poslovne, promocijske, raziskovalne ali publicistične narave. Vrt gosti Vanekove ekološke večere. V vrtu se odvijajo različni dogodki, ki promovirajo in spodbujajo razvijanje znanja in ustvarjalnosti. Majska prireditev je od leta 2010 dalje poimenovana ‘Jambori spominov in dobrega sosedstva’. Na tematsko zaokroženih programskih srečanjih sodelujejo mladi iz osnovnih in srednjih šol ter predstavniki iz različnih slovenskih regij, pa tudi zamejstva. Odmevni so tudi literarni natečaji – Ograček mladostne ustvarjalnosti - za osnovnošolske in srednješolske udeležence iz Pomurja in Porabja.
V Vrtu domuje od jeseni 2008 dalje Regionalna znanstvena postaja Prekmurje, eden od treh Znanstveno - raziskovalnih centrov (ZRC) Slovenske akademije znanosti in umetnosti (SAZU). Njena raziskovalna tematika zajema proučevanje Prekmurja v času med 17. in 20.stoletjem.